# Plants vs. Zombies: Garden Warfare
Plants vs. Zombies: Garden Warfare est un jeu vidéo de type tir à la troisième personne et tower defense développé par PopCap Games et édité par Electronic Arts, sorti en 2014 sur Windows, PlayStation 3, PlayStation 4, Xbox 360 et Xbox One.
Ce jeu reprend les personnages des jeux de tower defense "Plants vs. Zombies" et "Plants vs. Zombies 2". Le joueur incarne l'un des 8 personnages du jeux divisés en 2 camps : 
- Les plantes :
  - Le pisto-pois
  - Le tournesol
  - Le mordeur
  - Le cactus
- Les zombies : 
  - Le fantassin
  - Le scientifique
  - L'ingénieur
  - Le footballeur

## Système de jeu
Comme indiqué plus haut, ce jeu se joue à la troisième personne. On y retrouve différents modes de jeux : 
- Jardin Ops, où quatre joueurs rejoignent le camp des plantes pour défendre un jardin contre une horde de zombies non joueurs,
- Jardin et Cimetières, les plantes doivent défendre des jardins contre des zombies joueurs,
- Elimination par Equipe où les plantes et les zombies se battent pour avoir le maximum de points
- Paillasson de Bienvenue est un mode de jeu où il n'y a pas les personnalisations, il est fait pour les personnes qui débutent le jeu
- Bombe Naine où le but est que les plantes ou les zombies utilisent la bombe naine pour détruire le jardin ou le cimetière adverse.
- Pot-Pourri qui est compilation de plusieurs modes de jeu
- Suburbination où deux équipes s'affrontent pour capturer trois zones pour obtenir le plus de points pour gagner la partie
- Elimination Confirmée où c'est le même mode de jeu que Elimination par Equipe mais il faut récupérer des orbes à chaque fois que vous éliminer une personne
- Bandits des Tacos où les plantes doivent défendre trois tacos contre les zombies jusqu'à la fin du temps imparti.

## Accueil
- Canard PC : 5/10[1]